# فورت بلوار (ویرجینیا)
فورت بلوار (انگلیسی: Fort Belvoir؛ ‏ ‎/ˈbɛlvwɑːr/‎) یک سکونتگاه مسکونی و تأسیسات نظامی نیروی زمینی ایالات متحده آمریکا است که در شهرستان فرفکس، ویرجینیا واقع شده‌است. نام قدیم آن از سال ۱۹۱۷ تا ۱۹۳۵ میلادی، «پایگاه ای.ای. هامفریز» بود. فورت بلوار مقر چندین سازمان مهمِ نیروهای مسلح ایالات متحده آمریکا است و تعداد کارکنان آن تقریباً دوبرابر پنتاگون است. این پایگاه نظامی بزرگترین کارفرما و استخدام‌کننده در شهرستان فرفکس محسوب می‌شود و دارای سه ناحیه جغرافیایی مختلف است: مقر اصلی، فرودگاه صحرایی ارتشی داویسون و فورت بلوار شمالی.
فورت بلوار یک منطقه سرشماری‌شده است و جمعیت آن در سال ۲۰۱۰ میلادی در حدود ۱۷۰۰ نفر و مشتمل بر ۱۷۷۷ خانه و ۱۷۰۰ خانواده بود. تراکم جمعیت در این ناحیه، ۸۰۹٫۹ نفر در هر مایل مربع (۸۸٫۹/km2) است. ۶۴٫۹٪ جمعیت فورت بلوار سفیدپوست، ۲۱٫۷٪ سیاه‌پوست، ۰٫۶٪ بومی، ۲٫۵٪ آسیایی، ۰٫۵٪ اهل اقیانوسیه، ۲٫۵٪ از سایر نژادها و ۷٫۳٪ از یک یا چند نژاد مختلف هستند. لاتینوها و اسپانیایی‌تبارها نیز ۱۳٫۲٪ جمعیت را تشکیل می‌دهند. ستاد فرماندهی اطلاعات و امنیت نیروی زمینی ایالات متحده آمریکا در این پایگاه قرار دارد.

## نگارخانه

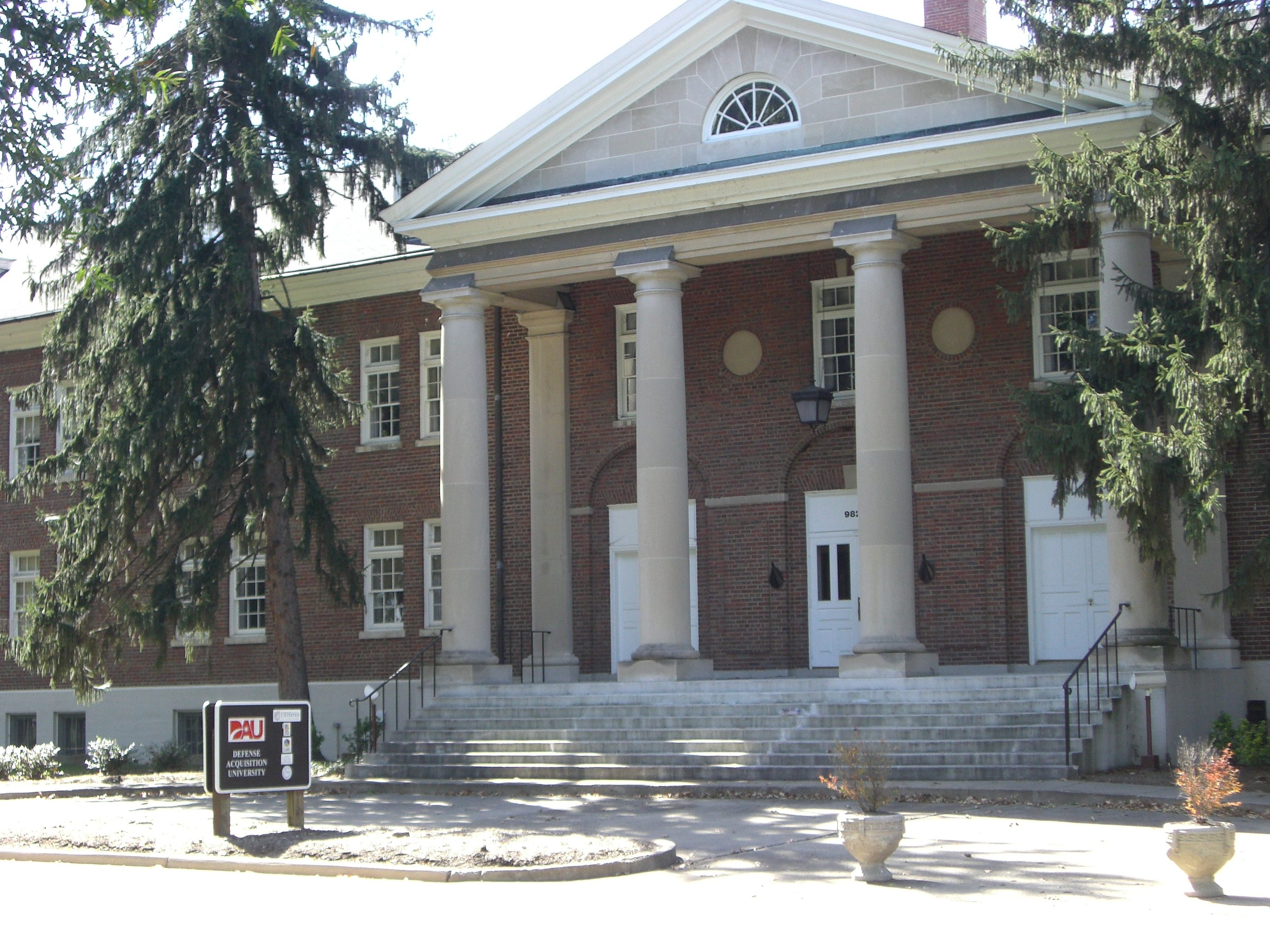
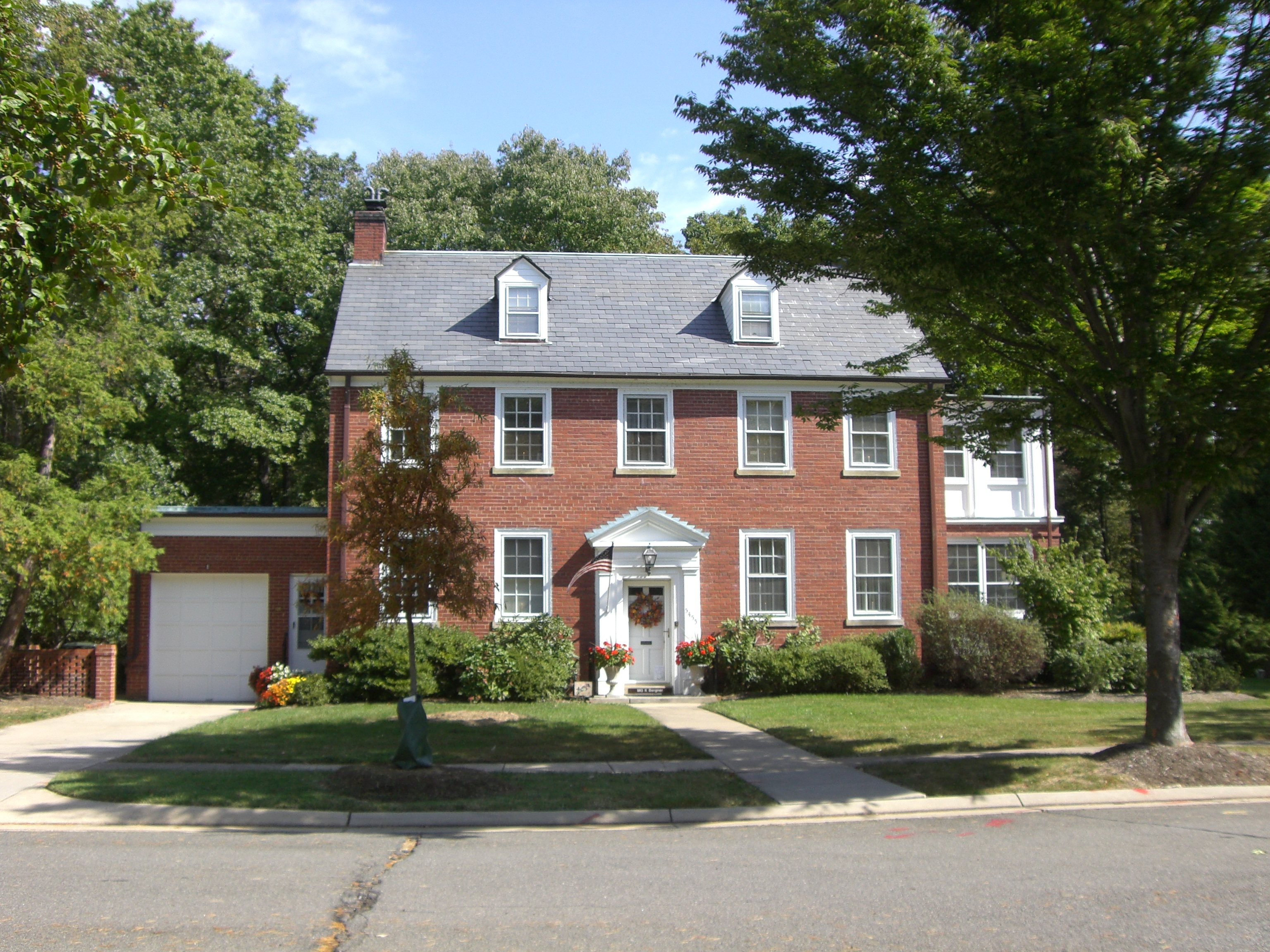
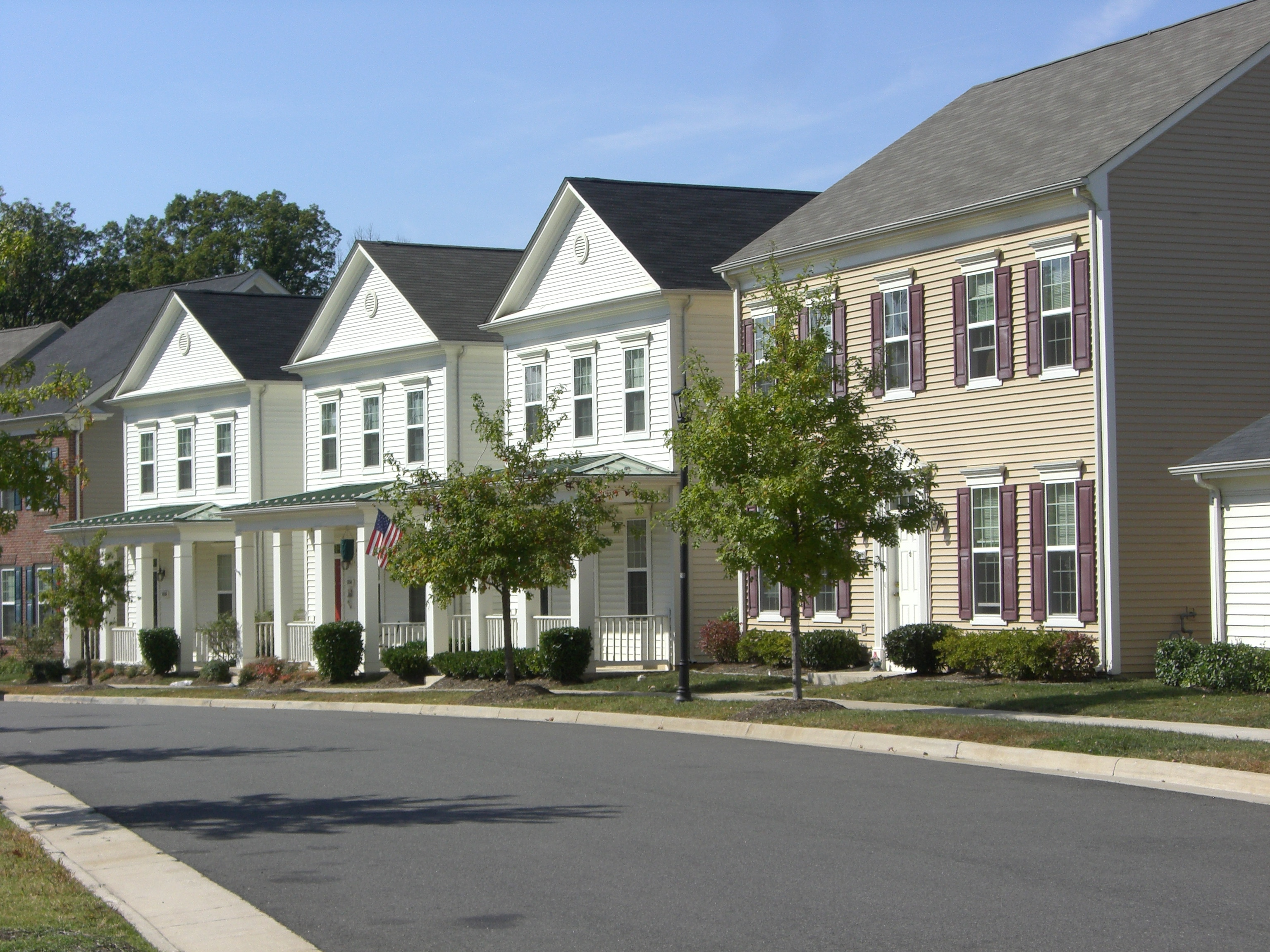
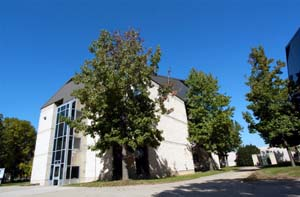
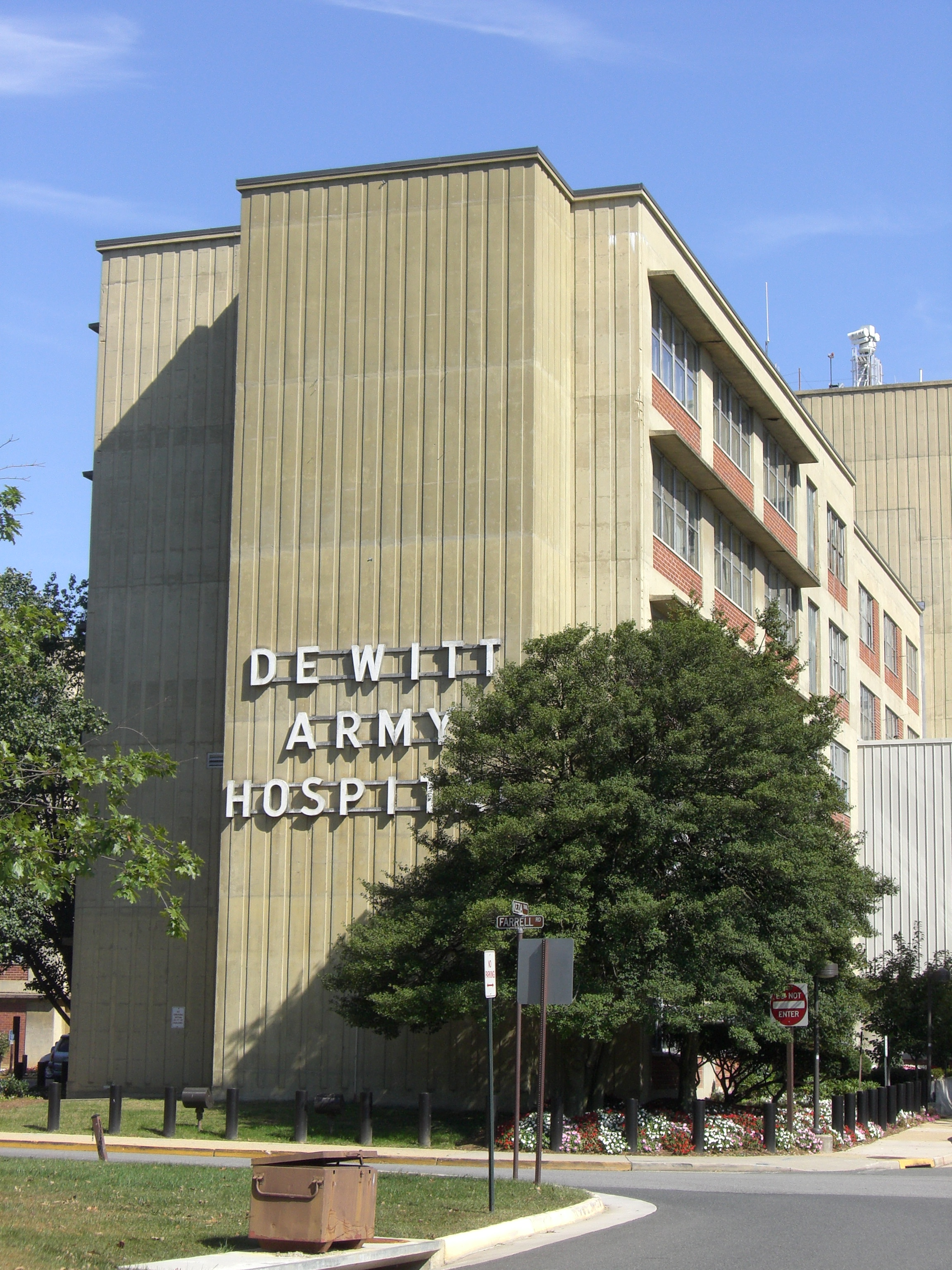
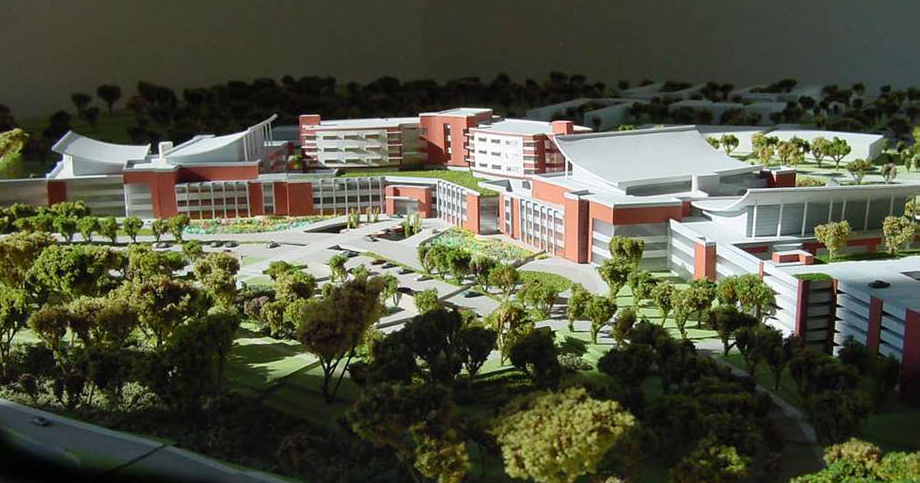
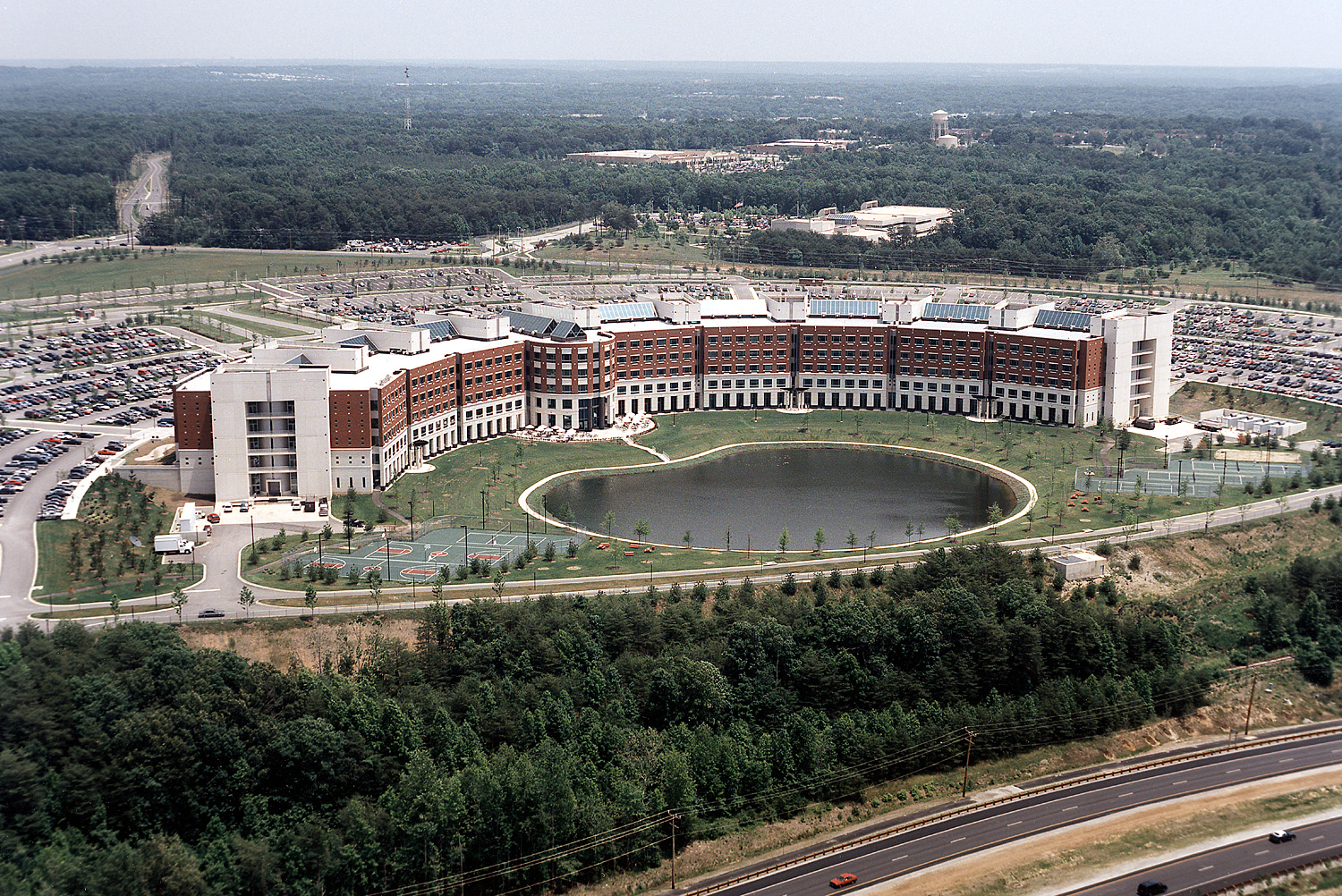
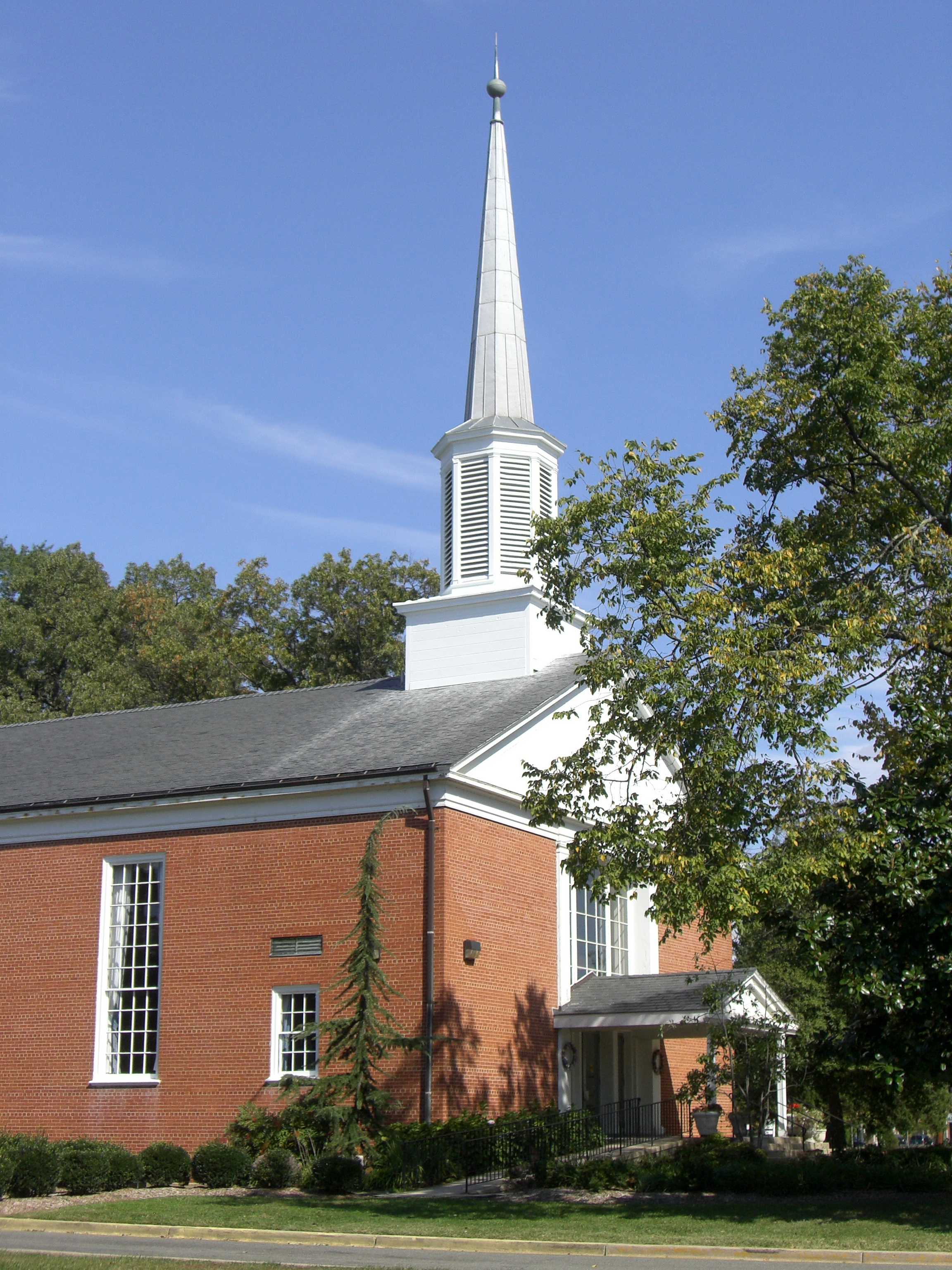
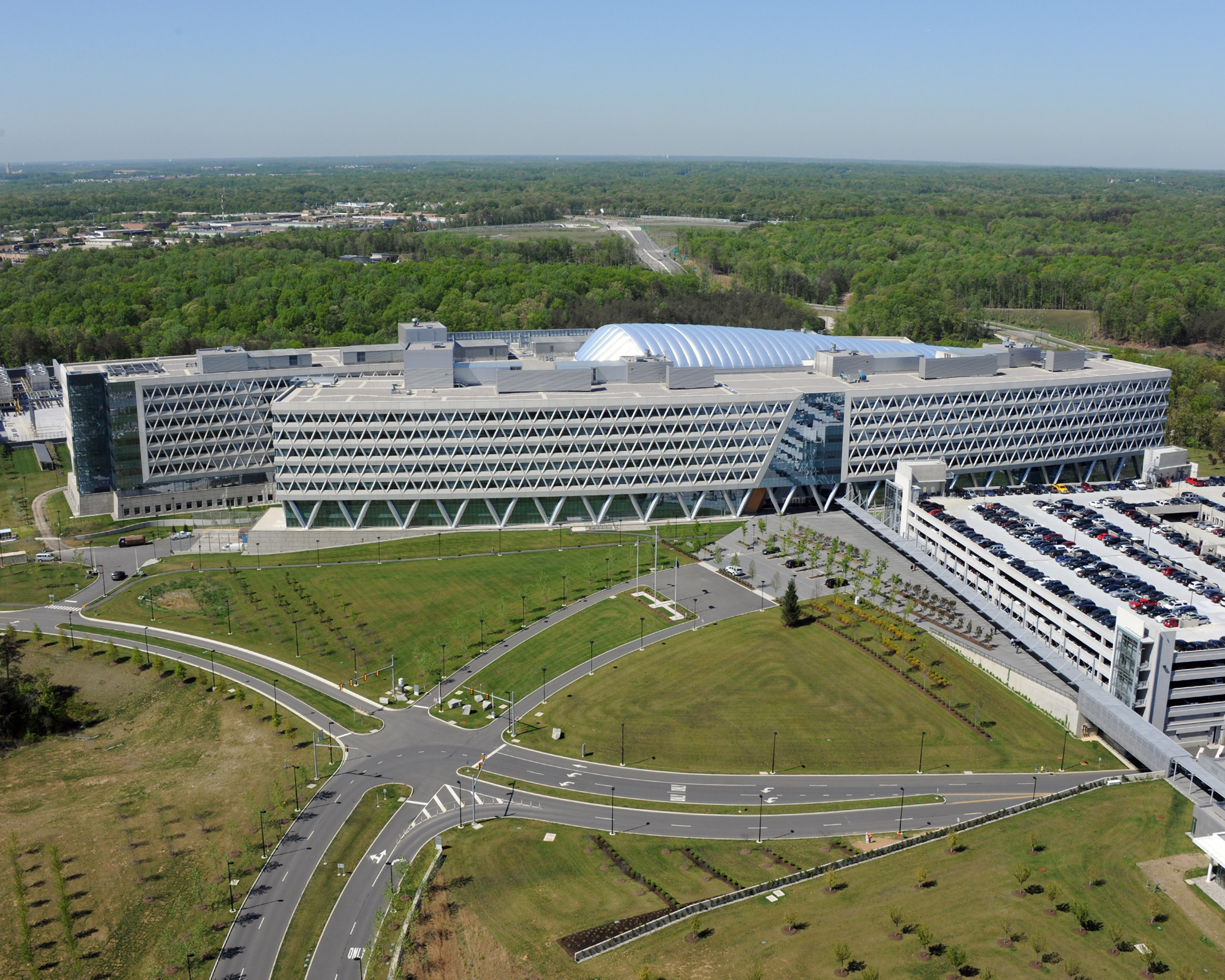